# Optima Open 2012 - Singolare
Carlos Moyá era il detentore del titolo ma ha perso al round robin. 
Goran Ivanišević ha battuto in finale Thomas Enqvist per  7–6(3), 2-6, 10-6.

## Tabellone

### Finali
|  | Semifinali       | Semifinali | Semifinali | Semifinali | Semifinali |  |  | Finale           | Finale           | Finale | Finale | Finale |  |
|  |                  |            |            |            |            |  |  |                  |                  |        |        |        |  |
|  | Thomas Enqvist   |            |            |            |            |  |  |                  |                  |        |        |        |  |
|  | bye              | bye        | bye        | bye        | bye        |  |  | Thomas Enqvist   | Thomas Enqvist   | 63     | 6      | 6      |  |
|  | bye              | bye        | bye        | bye        | bye        |  |  | Goran Ivanišević | Goran Ivanišević | 7      | 2      | 10     |  |
|  | Goran Ivanišević |            |            |            |            |  |  |                  |                  |        |        |        |  |

### Gruppo A
|  |                    | Enqvist         | Moyá            | Philippoussis  | RR V–P | Set V–P |  | Posizione |
|  | Thomas Enqvist     |                 | 6-3, 3-6, 12-10 | 6-3, 6-7, 10-5 | 2-0    | 4-2     |  | 1         |
|  | Carlos Moyá        | 3-6, 6-3, 10-12 |                 | 6-3, 1-6, 10-6 | 1-1    | 3-3     |  | 2         |
|  | Mark Philippoussis | 3-6, 7-6, 5-10  | 3-6, 6-1, 6-10  |                | 0-2    | 2-4     |  | 3         |

La classifica viene stilata in base ai seguenti criteri: 1) Numero di vittorie; 2) Numero di partite giocate; 3) Scontri diretti (in caso di due giocatori pari merito ); 4) Percentuale di set vinti o di games vinti (in caso di tre giocatori pari merito ); 5) Decisione della commissione.

### Gruppo B
|  |                  | Ivanišević     | Forget         | Leconte     | RR V–P | Set V–P |  | Posizione |
|  | Goran Ivanišević |                | 6-4, 2-6, 10-8 | 6-2, 7–6(3) | 2-0    | 4-1     |  | 1         |
|  | Guy Forget       | 4-6, 6-2, 8-10 |                | 6-3, 6-4    | 1-1    | 3-2     |  | 2         |
|  | Henri Leconte    | 2-6, 6(3)–7    | 3-6, 4-6       |             | 0-2    | 0-4     |  | 3         |

La classifica viene stilata in base ai seguenti criteri: 1) Numero di vittorie; 2) Numero di partite giocate; 3) Scontri diretti (in caso di due giocatori pari merito ); 4) Percentuale di set vinti o di games vinti (in caso di tre giocatori pari merito ); 5) Decisione della commissione.